# 撒丁山螈
撒丁山螈（学名：Euproctus platycephalus）是義大利薩丁尼亞島特有的一種蠑螈。牠們棲息在溫帶森林、叢林、地中海類灌木植被、河流、季節河、淡水沼澤、內陸喀斯特地形、洞穴及池塘。牠們受到失去棲息地的威脅。